# 岐阜県立中津高等学校加子母分校
岐阜県立中津高等学校加子母分校（ぎふけんりつなかつこうとうがっこうかしもぶんこう）は、かつて岐阜県恵那郡加子母村（現・中津川市加子母）にあった公立の高等学校の分校。

## 概要
中津高等学校の夜間定時制の分校であった。岐阜県立の高等学校の分校であったが、設置者は加子母村であった。
加子母中学校に隣接していた。

## 沿革
- 1951年（昭和26年）
  - 1月28日 - 設置の認可を受ける。
  - 4月 - 恵那郡加子母村に岐阜県立岐阜中津高等学校加子母分校として開校。夜間定時制で普通科と家庭科を設置。校舎は加子母小学校の校舎の一部を使用する。
- 1954年（昭和29年）
  - 4月 - 家庭科を廃止。
  - 5月21 - 加子母中学校の隣接地に独立校舎（木造2階建）が完成。
- 1970年（昭和45年）
  - 6月 - 恵北高校設立推進協議会が発足。全日制高校の設置にあたり、「中津高等学校の3つの分校（福岡分校・加子母分校・付知分校）の廃校」「校地は3町村で用意する」などが決まる。
  - 11月 - 新設される全日制高校の名称が恵那北高等学校に決まり、校地が福岡町田瀬に決まる。校地決定のさいには、加子母村は恵那北高校から離れているため反対運動があったため、加子母分校の廃校を延期することとなる。
- 1971年（昭和46年）3月 - 募集を停止する。
- 1974年（昭和49年）3月 - 廃校。廃校時の生徒数は11名。